# Cassoday (Kansas)
Cassoday es una ciudad ubicada en el condado de Butler en el estado estadounidense de Kansas. En el año 2010 tenía una población de 129 habitantes y una densidad poblacional de 143,33 personas por km².

## Geografía
Cassoday se encuentra ubicada en las coordenadas 38°2′19″N 96°38′18″O / 38.03861, -96.63833 (38.038545, -96.638252).

## Demografía
Según la Oficina del Censo en 2000 los ingresos medios por hogar en la localidad eran de $41,250 y los ingresos medios por familia eran $49,688. Los hombres tenían unos ingresos medios de $31,875 frente a los $30,833 para las mujeres. La renta per cápita para la localidad era de $17,807. Alrededor del 7.8% de la población estaban por debajo del umbral de pobreza.